# Museo archeologico di Alicante
Il Museo Archeologico di Alicante (in spagnolo: Museo Arqueológico Provincial de Alicante; in valenciano: Museu Arqueològic Provincial d'Alacant), abbreviato con l'acronimo di MARQ, è un museo archeologico situato nell'omonima Alicante, in Spagna. Il museo ha vinto il premio del museo europeo dell'anno nel 2004. Il museo negli anni ha subito una significativa espansione e ricollocazione in edifici ristrutturati appartenenti all'antico ospedale di San Juan de Dios.